# Таган (Иркутская область)
Таган — деревня в Куйтунском районе Иркутской области России. Входит в состав Каразейского муниципального образования.

## География
Находится примерно в 50 км к юго-западу от районного центра.

## История
Деревня основана как переселенческий участок в 1897 году. Заселение началось в 1901 году и к 1906 году было заселено 56 душ мужского пола, оставались свободными участки на 99 
душевых долей. Относилась тогда к Куйтунской волости Нижнеудинского уезда Иркутской губернии.

## Топонимика
По мнению Станислава Гурулёва, топоним имеет тюркское происхождение. Точное значение установить трудно, так как в одних тюркских языках топоним будет означать гора, холм, в других же — болото, зыбун.

## Население
| 2002 | 2010 | 2011 | 2012 |
| ---- | ---- | ---- | ---- |
| 38   | ↘15  | →15  | ↘14  |

По данным Всероссийской переписи, в 2010 году в деревне проживало 15 человек (7 мужчин и 8 женщин).